# 세인트조지구 (그레나다)

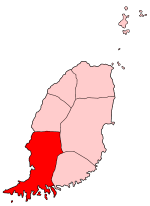
세인트조지구의 위치

세인트조지구(영어: Saint George Parish)는 그레나다 남서부에 위치한 구로 행정 중심지는 그레나다의 수도인 세인트조지스이며 면적은 67km2, 인구는 37,057명(2001년 기준)이다.